# Запис миро пет храстова (Осмаково)
Запис миро пет храстова (Осмаково) се налази на парцели чији је власник Јавно предузеће Србијашуме.

## Локација
| Општина             | Пирот                                                                       |
| Катастарска општина | Осмаково                                                                    |
| Потес               | Голош                                                                       |
| Координате          | 43° 17′ 18″ С; 22° 25′ 13″ И / 43.288400000000003° С; 22.420200000000001° И |
| Надморска висина    | 599m                                                                        |

## Карактеристике
Дендрометријске вредности утврђене на терену и сателитским снимцима:
| Стабло                     | Храст |
| Висина стабла              | m     |
| Обим дебла                 | m     |
| Пречник крошње             | 14m   |
| Пречник дебла              | m     |
| Висина дебла до прве гране | m     |

## База записа
Запис је у оквиру Викимедија пројекта "Запис - Свето дрво" заведен под редним бројем 0999.